# 洛維奇市鎮
43°8′N 24°44′E / 43.133°N 24.733°E

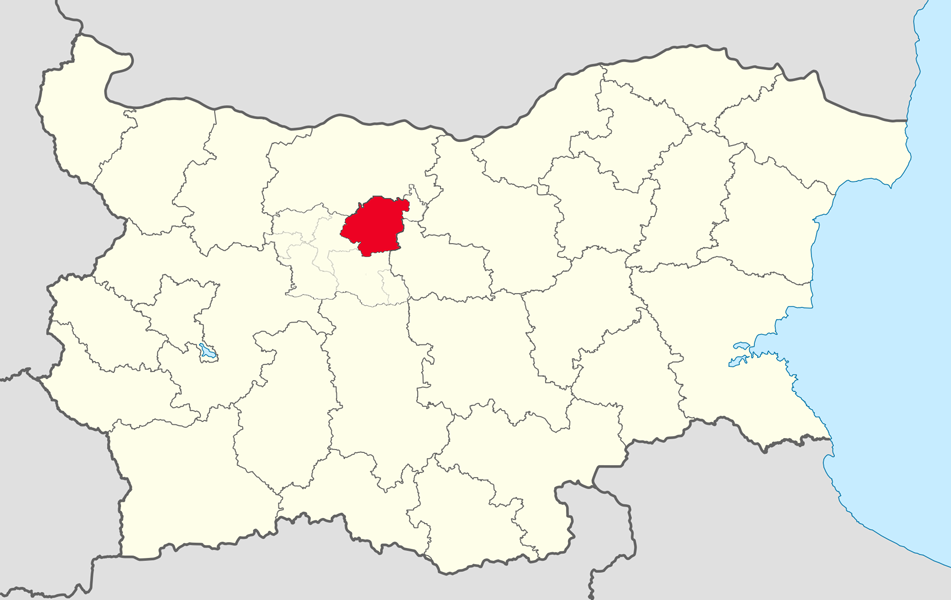

洛維奇市是保加利亞的城鎮，位於該國中部，由洛維奇州負責管轄，首府設於洛維奇，面積930.8平方公里，2009年人口53,578，人口密度每平方公里57.56人。